# پارک کیتایاما
پارک کیتایاما (به ژاپنی: 北山公園) یکی از پارک‌های واقع در منطقهٔ هیگاشی‌مورایاما در توکیو پایتخت ژاپن است. این پارک به داشتن گل زنبق معروف است.

## رسیدن به پارک
- خط سیبو-شینجوکو،  ایستگاه هیگاشی‌مورایاما از در غربی پیاده تا پارک ۲۰ دقیقه راه است.